# Conrad II de Baixa Lotaríngia
Conrad II de Baixa Lotaríngia, d'Itàlia i d'Alemanya (nascut el 12 de febrer de 1074 a Hersfeld, va morir el 27 de juliol 1101) fou duc de la Baixa Lotaríngia i marquès de Torí des 1076 a 1087 per designació del seu pare, rei dels Romans (1087-1098) i rei d'Itàlia des 1093 a 1098. Ell era el fill de l'emperador Enric IV i Berta de Savoia.
Poc després de l'entrevista de Canossa, va ser reconegut com a hereu de l'Imperi (el seu germà gran havia mort). El seu pare li va donar el ducat de Baixa Lotaríngia i el marquesat de Torí. El ducat havia estat recuperat per l'emperador després de la mort del duc Godofreu III el Geperut, en detriment d'hereu d'aquest, Jofré de Bouillon. Com que el jove príncep tenia només dos anys, la regència del ducat va ser donat a Albert III, comte de Namur, que va ser nomenat vice-duc. Aquest mateix any 1076, va acompanyar al seu pare a Canossa. Conrad es va quedar a càrrec de Teobald, arquebisbe de Milà i es va quedar a Itàlia. El 1087, va ser elegit rei dels Romans i coronat el 30 de maig a Aquisgrà (Aix-la-Chapelle/Aachen), que oficialment el va convertir en l'hereu de l'imperi. Baixa Lorena va ser retornada a Jofré de Bouillon el mateix 1087.
Sota la influència de la comtessa Matilde de Toscana, es va unir al camp del papa i es va oposar al seu pare. L'arquebisbe Anselm III de Milà ràpidament el va coronar rei d'Itàlia el 1093. El Papa Urbà II va negociar el seu matrimoni amb una filla de Roger I d'Hauteville, comte de Sicília celebrat en 1095.
La reacció del seu pare es va completar a la Dieta de Magúncia, a l'abril de 1098, en què Conrad fou desheretat i substituït pel seu germà Enric. A partir d'aquesta data, la influència de Conrad a Itàlia va disminuir i va morir a Florència el 1101 amb només 27 anys.